# Anna Giacobbe
Anna Giacobbe (Vado Ligure, 9 settembre 1958) è una politica italiana.

## Biografia

### Elezione a deputato
Vive a Vado Ligure. È sposata e ha due figli. Ha frequentato il Liceo Classico Gabriello Chiabrera (oggi Chiabrera-Martini) di Savona. Si è laureata alla Facoltà di Lettere e Filosofia dell’Università degli Studi di Genova nel 1993. Ha lavorato nella Cgil, prima a Savona e poi a Genova; occupandosi di lavoro, di previdenza, di sviluppo locale e di welfare. Ha ricoperto ruoli di responsabilità in strutture sindacali importanti: è stata segretario generale della Camera del lavoro di Savona, della Cgil Liguria e del Sindacato dei pensionati della Liguria. Ha partecipato alle battaglie del movimento delle donne per l’autonomia e l’autodeterminazione.
Alle elezioni politiche del 2013 viene eletta deputata della XVII legislatura della Repubblica Italiana, nella circoscrizione X Liguria, per il Partito Democratico. Ha fatto parte della Commissione XI che si occupa di lavoro, previdenza e sicurezza sociale.
È candidata nel collegio plurinominale Liguria al Senato della Repubblica per le elezioni del 4 marzo 2018.